# Guiães
Guiães is een plaats (freguesia) in de Portugese gemeente Vila Real en telt 585 inwoners (2001).